# 静岡市立蒲原西小学校
静岡市立蒲原西小学校（しずおかしりつ かんばらにししょうがっこう）は、静岡県静岡市清水区蒲原新田2丁目にある公立小学校。

## 沿革
- 1873年（明治6年）2月 - 東部「先修館」、西部「誠之舎」と称して創立[1]。
- 1874年（明治7年）2月 - 合併して「弼譜舎」と称する[1]。
- 1878年（明治11年） - 「蒲原学校」と改称する[1]。
- 1884年（明治17年） - 「小学蒲原学校」と改称する[1]。
- 1887年（明治20年） - 「蒲原尋常小学校」と改称する[1]。
- 1892年（明治25年）
  - 4月 - 「蒲原町立蒲原小学校」と改称する[1]。
  - 10月 - 「蒲原町立蒲原尋常高等小学校」と改称する[1]。
- 1941年（昭和16年）4月 - 「蒲原町立国民学校」と改称する[1]。
- 1947年（昭和22年）4月 - 「蒲原町立蒲原小学校」と改称する。
- 1952年（昭和27年）4月 - 蒲原町立蒲原東小学校新設に伴い、「蒲原町立蒲原西小学校」と改称する。
- 1963年（昭和38年）2月 - 創立90周年記念式典[1]。
- 1973年（昭和48年）2月 - 創立100周年記念式典[1]。
- 2006年（平成18年）3月31日 - 静岡市との合併に伴い、「静岡市立蒲原西小学校」へと改名[1]。

## 通学区域
清水区

| - 蒲原の一部 - 蒲原三丁目・四丁目のそれぞれ一部 - 蒲原神沢 | - 蒲原小金 - 蒲原新田一丁目・二丁目 - 蒲原堰沢 | - 蒲原中 |